# Euroregione Neiße

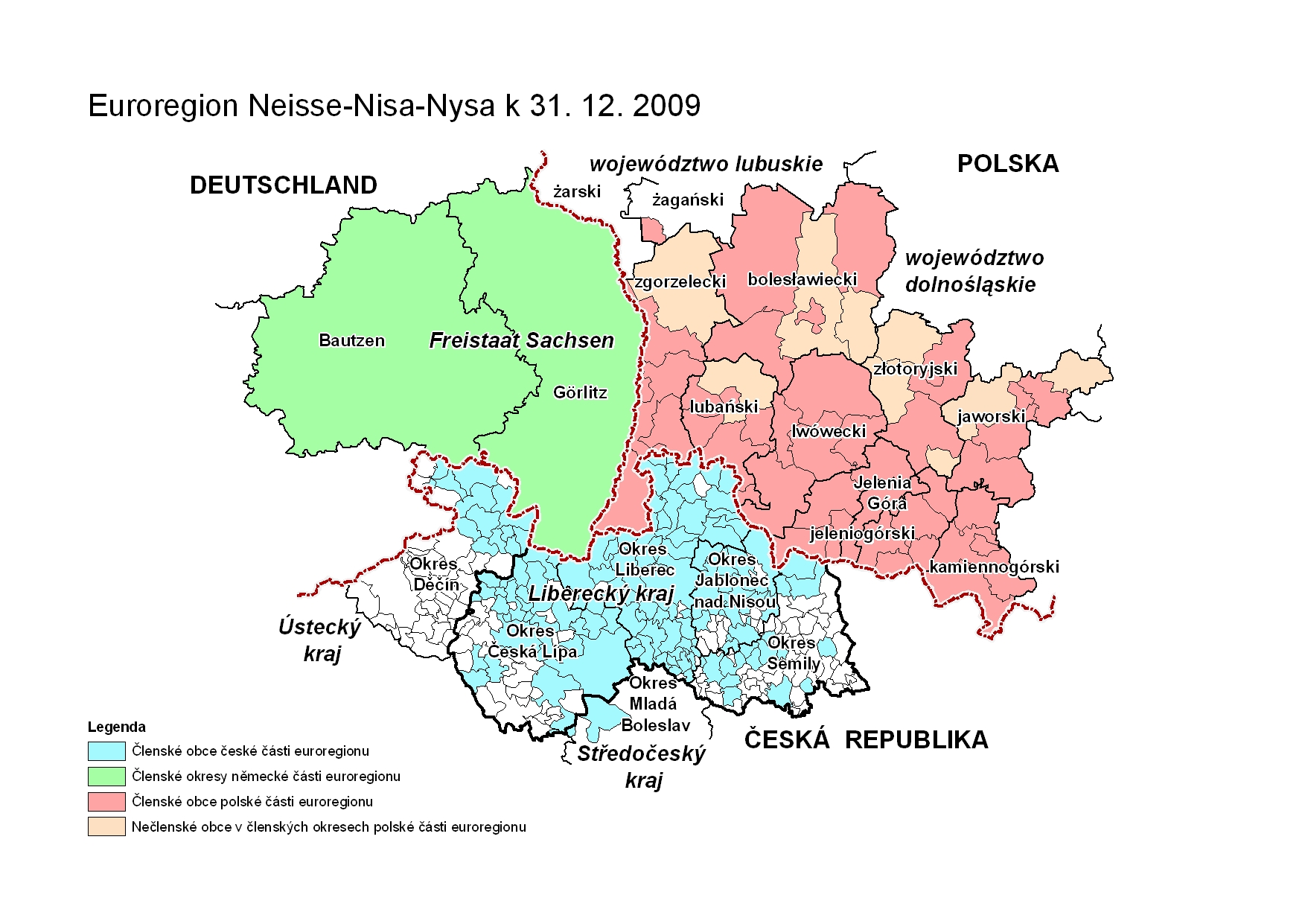
Mappa dell'Euroregione Neisse-Nisa-Nysa

L'Euroregione Neisse, detta anche Euroregione Neisse-Nisa-Nysa, è la prima forma ufficialmente riconosciuta di cooperazione tra località di confine nell'Europa centro-orientale. Fondata nel 1991, è considerata come un progetto pioniere nel processo di cooperazione politica tra la Germania, la Polonia e la Repubblica Ceca.

## Obiettivi dell'Euroregione
- Eliminazione degli effetti negativi dei confini di Stato[1]
- Miglioramento degli standard di vita degli abitanti dell'Euroregione[2]
- Miglioramento della condizione naturale, culturale e politica della vita[3]
- Sviluppo delle potenzialità economiche dell'Euroregione attraverso rapporti di cooperazione su diversi piani[4]

## Località tedesche che aderiscono al progetto
- Circondario di Bautzen
- Circondario di Görlitz

## Località ceche che aderiscono al progetto
- Distretto di Česká Lípa
- Distretto di Děčín
- Distretto di Jablonec nad Nisou
- Distretto di Liberec
- Distretto di Semily
- città di Bělá pod Bezdězem

## Località e distretti polacchi che aderiscono al progetto
Bogatynia, Bolesławiec, Powiat bolesławiecki, Bolków, Gozdnica, Gromadka, Gryfów Śląski, Janowice Wielkie, Jawor, Jelenia Góra, Powiat jeleniogórski, Jeżów Sudecki, Kamienna Góra, Kamienna Góra, Powiat kamiennogórski, Karpacz, Kowary, Leśna, Lubań, Powiat lubański, Lubawka, Lubomierz, Powiat lwówecki, Łęknica, Marciszów, Mirsk, Mściwojów, Mysłakowice, Nowogrodziec, Lwówek Śląski, Olszyna, Osiecznica, Paszowice, Piechowice, Pieńsk, Platerówka, Podgórzyn, Przewóz, Siekierczyn, Sulików, Szklarska Poręba, Świeradów-Zdrój, Świerzawa, Węgliniec, Wleń, Wymiarki, Powiat żarski, Stara Kamienica, Zawidów, Zgorzelec, Zgorzelec, Powiat zgorzelecki, Złotoryja, Złotoryja, Powiat złotoryjski